# Bélier (Region)
Bélier ist eine Verwaltungsregion der Elfenbeinküste, im Distrikt Lacs im Zentrum des Landes gelegen.
Sie grenzt im Norden an den Distrikt Vallée du Bandama (mit der Region Gbêkê), im Nordosten an die Region Iffou, im Osten an N’Zi, im Südosten an Maranou, im Süden an den Distrikt Lagunes (mit der Region Agnéby-Tiassa), im Südwesten an den Distrikt Gôh-Djiboua (mit der Region Gôh) und im Nordwesten an Sassandra-Marahoué (mit der Region Marahoué). Bélier wird durch den Autonomen Distrikt Yamoussoukro in einen Nord- und einen Südteil getrennt. Bélier wurde am 28. September 2011 neu geschaffen. Laut Zensus von 2014 leben in Bélier auf einer Fläche von 6809 km² 346.768 Menschen, dies ergibt eine Bevölkerungsdichte von 50,9 Einwohnern pro km². Die Region unterteilt sich in die Departements Didiévi, Djékanou, Tiébissou und Toumodi.
Landwirtschaftliche Produkte der Region sind unter anderem Kakao und Kaffee für den Export, aber auch Ölpalmen und Cashew. Sowohl die Autobahn von Abidjan nach Yamoussoukro als auch die Abidjan-Niger-Bahn nach Burkina Faso durchqueren die Region in Nord-Süd-Richtung.